# The Angel of the Studio
The Angel of the Studio è un cortometraggio del 1911 diretto da Harry Solter (con il nome Harry L. Solter). La protagonista del film era la moglie di Solter, la famosa attrice Florence Lawrence. Al suo fianco, Owen Moore, il primo marito di Mary Pickford.

## Produzione
Il film fu prodotto dalla Victor Film Company, una compagnia che rimase attiva dal 1912 al 1917, producendo in questi cinque anni 429 film.

## Distribuzione
Distribuito dalla Universal Film Manufacturing Company, il film uscì nelle sale il 25 ottobre 1912.